# Segunda Conferencia Mundial de Alto Nivel sobre Seguridad Vial
La Segunda Conferencia Mundial de Alto Nivel sobre Seguridad Vial, organizada por el gobierno de Brasil y el apoyo de la Organización Mundial de la Salud, será un hito para la seguridad vial.

## Segunda Conferencia Mundial de Alto Nivel sobre Seguridad Vial
El 10 de abril de 2014 la Asamblea General de las Naciones Unidas acoge con beneplácito el ofrecimiento del Gobierno del Brasil de acoger la Segunda Conferencia Mundial de Alto Nivel sobre Seguridad Vial, que se celebrará en 2015.

Segunda Conferencia Mundial de Alto Nivel sobre Seguridad Vial
Acoge con beneplácito el ofrecimiento del Gobierno del Brasil de acoger la segunda conferencia mundial de alto nivel sobre seguridad vial, que se celebrará en 2015 y reunirá a delegaciones de representantes y ministros encargados de las cuestiones del transporte, la salud, la educación y la seguridad y las cuestiones conexas de cumplimiento de las regulaciones del tránsito con objeto de examinar los progresos conseguidos en la ejecución del Plan Mundial para el Decenio de Acción y en el cumplimiento del objetivo del Decenio de Acción, y ofrecerá a los Estados Miembros la oportunidad de intercambiar información y compartir las mejores prácticas.
Organización Mundial de la Salud